# ویلده یوهانسن
ویلده یوهانسن (نروژی: Vilde Johansen؛ زادهٔ ۲۵ ژوئیهٔ ۱۹۹۴) بازیکن هندبال زن اهل نروژ است.